# Kanako Morisaki
Kanako Morisaki (japanisch 森崎 可南子 Morisaki Kanako; * 5. September 1996 in Ibaraki) ist eine japanische Tennisspielerin.

## Karriere
Morisaki spielt vor allem auf Turnieren der ITF Women’s World Tennis Tour, bei denen sie bislang 22 Doppeltitel gewonnen hat.

## Turniersiege

### Doppel
| Nr. | Datum              | Turnier             | Kategorie   | Belag     | Partnerin        | Finalgegnerinnen                                  | Ergebnis          |
| --- | ------------------ | ------------------- | ----------- | --------- | ---------------- | ------------------------------------------------- | ----------------- |
| 1.  | 27. Mai 2017       | Karuizawa           | ITF $25.000 | Teppich   | Chisa Hosonuma   | Ayaka Okuno Tammi Patterson                       | 7:5, 6:3          |
| 2.  | 1. September 2018  | Nanao               | ITF $25.000 | Teppich   | Megumi Nishimoto | Momoko Kobori Ayano Shimizu                       | 6:2, 6:3          |
| 3.  | 13. Oktober 2018   | Makinohara          | ITF $25.000 | Teppich   | Minori Yonehara  | Chinatsu Shimizu Ramu Ueda                        | 6:3, 6:1          |
| 4.  | 19. Januar 2019    | Antalya             | ITF W15     | Sand      | Ayaka Okuno      | Vlada Ekshibarova Julija Stamatowa                | 6:2, 6:2          |
| 5.  | 2. Februar 2019    | Antalya             | ITF W15     | Sand      | Ayaka Okuno      | Haruna Arakawa Doğa Türkmen                       | 7:5, 6:3          |
| 6.  | 6. April 2019      | Kashiwa             | ITF W25     | Hartplatz | Minori Yonehara  | Lee So-ra Lee Ya-hsuan                            | 4:6, 6:2, [10:5]  |
| 7.  | 22. Juni 2019      | Gimcheon            | ITF W15     | Hartplatz | Ayaka Okuno      | Jung So-hee Lee So-ra                             | 6:75, 6:0, [10:2] |
| 8.  | 31. August 2019    | Nanao               | ITF W25     | Teppich   | Minori Yonehara  | Erina Hayashi Miharu Imanishi                     | 6:1, 6:3          |
| 9.  | 22. Februar 2020   | Perth               | ITF W25     | Hartplatz | Erika Sema       | Jaimee Fourlis Erin Routliffe                     | 7:5, 6:4          |
| 10. | 29. Februar 2020   | Perth               | ITF W25     | Hartplatz | Erika Sema       | Paige Hourigan Abigail Tere-Apisah                | 6:1, 4:6, [10:7]  |
| 11. | 5. Juni 2021       | Santo Domingo       | ITF W25     | Hartplatz | Erina Hayashi    | Emina Bektas Quinn Gleason                        | 6:73, 6:1, [10:7] |
| 12. | 21. August 2021    | Oldenzaal           | ITF W25     | Sand      | Erika Sema       | Eva Vedder Stéphanie Visscher                     | 5:7, 6:3, [10:7]  |
| 13. | 11. September 2021 | Frýdek-Místek       | ITF W25     | Sand      | Erika Sema       | Miriam Kolodziejová Anna Sisková                  | 6:3, 6:1          |
| 14. | 28. Mai 2022       | Annenheim           | ITF W15     | Sand      | Miharu Imanishi  | Sebastianna Scilipoti Ingrid Vojčináková          | 6:2, 6:4          |
| 15. | 27. August 2022    | Verbier             | ITF W25     | Sand      | Erina Hayashi    | Michaela Bayerlová Nicole Fossa Huergo            | 6:2, 6:1          |
| 16. | 3. Juni 2023       | Tokio               | ITF W25     | Hartplatz | Luksika Kumkhum  | Talia Gibson Natsumi Kawaguchi                    | 1:6, 6:2, [10:3]  |
| 17. | 1. Juni 2024       | Tokio               | ITF W15     | Hartplatz | Hiromi Abe       | Yuka Hosoki Fūna Kōzaki                           | 6:2, 6:2          |
| 18. | 31. August 2024    | Nakhon Si Thammarat | ITF W35     | Hartplatz | Hikaru Satō      | Natsumi Kawaguchi Momoko Kobori                   | 6:2, 6:3          |
| 19. | 7. September 2024  | Nakhon Si Thammarat | ITF W35     | Hartplatz | Hikaru Satō      | Shrivalli Rashmikaa Bhamidipaty Vaidehi Chaudhari | 6:3, 2:6, [10:8]  |
| 20. | 1. November 2024   | Makinohara          | ITF W35     | Teppich   | Eri Shimizu      | Jeong Bo-young Ayumi Miyamoto                     | 6:2, 6:1          |
| 21. | 21. Dezember 2024  | Navi Mumbai         | ITF W50     | Hartplatz | Naho Satō        | Riya Bhatia Zeel Desai                            | 4:6, 6:3, [10:7]  |
| 22. | 21. Juni 2025      | Tauste              | ITF W35     | Hartplatz | Hiromi Abe       | Rutuja Bhosale Ankita Raina                       | 6:3, 6:2          |